# CRYM
CRYM‏ (Crystallin mu) هوَ بروتين يُشَفر بواسطة جين CRYM في الإنسان.